# 앨릭 벤저민
알렉 벤자민(영어: Alec Benjamin, 1994년 5월 28일 ~ )은 미국의 싱어송라이터이다. 2019년 발표한 노래 "Let Me Down Slowly"가 히트를 하였다.